# Удовольствие (фильм)
«Удовольствие» (англ. Pleasure) — художественный фильм 2021 года режиссёра Ниньи Тюберг совместного производства Швеции, Франции и Нидерландов с Софией Каппель, Зельдой Моррисон и Эвелин Клэр в главных ролях. Получил в основном положительные отзывы, был номинирован на ряд наград, включая премию британского независимого кино за лучший международный независимый фильм и премию «Независимый дух» за лучшую женскую роль второго плана.

## Сюжет
Главная героиня фильма — 19-летняя Линнея, которая переезжает из маленького шведского городка в Лос-Анджелес и становится порноактрисой под именем Белла Черри. Её цель — стать суперзвездой, но путь к этому оказывается тернистым. Героине приходится соглашаться на жёсткий секс с унижениями и предавать дружбу. В финале карьера налаживается: Белла начинает работать на лучшего в городе агента Шпиглера. Во время съёмок очередного видео она занимается сексом с другой девушкой с помощью страпона, причём действует очень жёстко, подавляя партнёршу. Позже, во время поездки по городу, Белла просит у девушки прощения и выходит из машины.

## В ролях
- София Каппель — Линнея
- Зельда Моррисон — Джой
- Эвелин Клэр — Ава
- Джейсон Толер — Майк
- Джон Стронг — Бриан
- Марк Шпиглер[англ.] — играет самого себя

## Релиз и оценки
Картина была отобрана для участия в Каннском кинофестивале 2020 года, но премьера состоялась позже — на кинофестивале «Сандэнс» 1 февраля 2021. 8 октября того же года «Удовольствие» вышло в театральный прокат в Швеции, 20 октября во Франции, 4 ноября в Нидерландах, 13 мая 2022 года — в США.
«Удовольствие» получило в основном положительные отзывы и было номинировано на ряд наград. В их числе премия британского независимого кино за лучший международный независимый фильм и премия «Независимый дух» за лучшую женскую роль второго плана. Один из рецензентов охарактеризовал «Удовольствие» как «уникальный экспириенс, позволяющий посмотреть на порно под иным углом». На сайте-агрегаторе отзывов Rotten Tomatoes фильм получил рейтинг 88 % при средней оценке 7,3 из 10. Рецензенты с этого ресурса особо отметили «мощную игру» Софии Каппель и многоуровневую провокационность сюжета.